# Direction interrégionale des services pénitentiaires de Lyon
La direction interrégionale des services pénitentiaires de Lyon est le service déconcentré de l'administration pénitentiaire française chargé de coordonner l'activité des établissements pénitentiaires et des services pénitentiaires d'insertion et de probation sur le territoire de la région Auvergne-Rhône-Alpes. Elle est l'une des dix directions interrégionales des services pénitentiaires présentes sur le territoire métropolitain et ultramarin.

## Organisation
Les locaux du siège de la direction interrégionale des services pénitentiaires de Lyon sont situés 19 rue Crépet, à Lyon (Rhône).
Le directeur interrégional des services pénitentiaires de Lyon est Paul Louchouarn (nommé le 28 juin 2021). 

## Ressort

### Établissements pénitentiaires
La direction interrégionale des services pénitentiaires est compétente pour coordonner l'activité des dix-neuf établissements pénitentiaires situés dans son ressort :

#### Maisons d'arrêt
- Maison d'arrêt de la Talaudière
- Maison d'arrêt d'Aurillac
- Maison d'arrêt de Bonneville
- Maison d'arrêt de Chambéry
- Maison d'arrêt de Lyon-Corbas
- Maison d'arrêt de Montluçon
- Maison d'arrêt de Privas
- Maison d'arrêt du Puy-en-Velay

#### Centres de détention
- Centre de détention de Roanne

#### Centres de semi-liberté
- Centre de semi-liberté de Lyon

#### Centres pénitentiaires
- Centre pénitentiaire d'Aiton

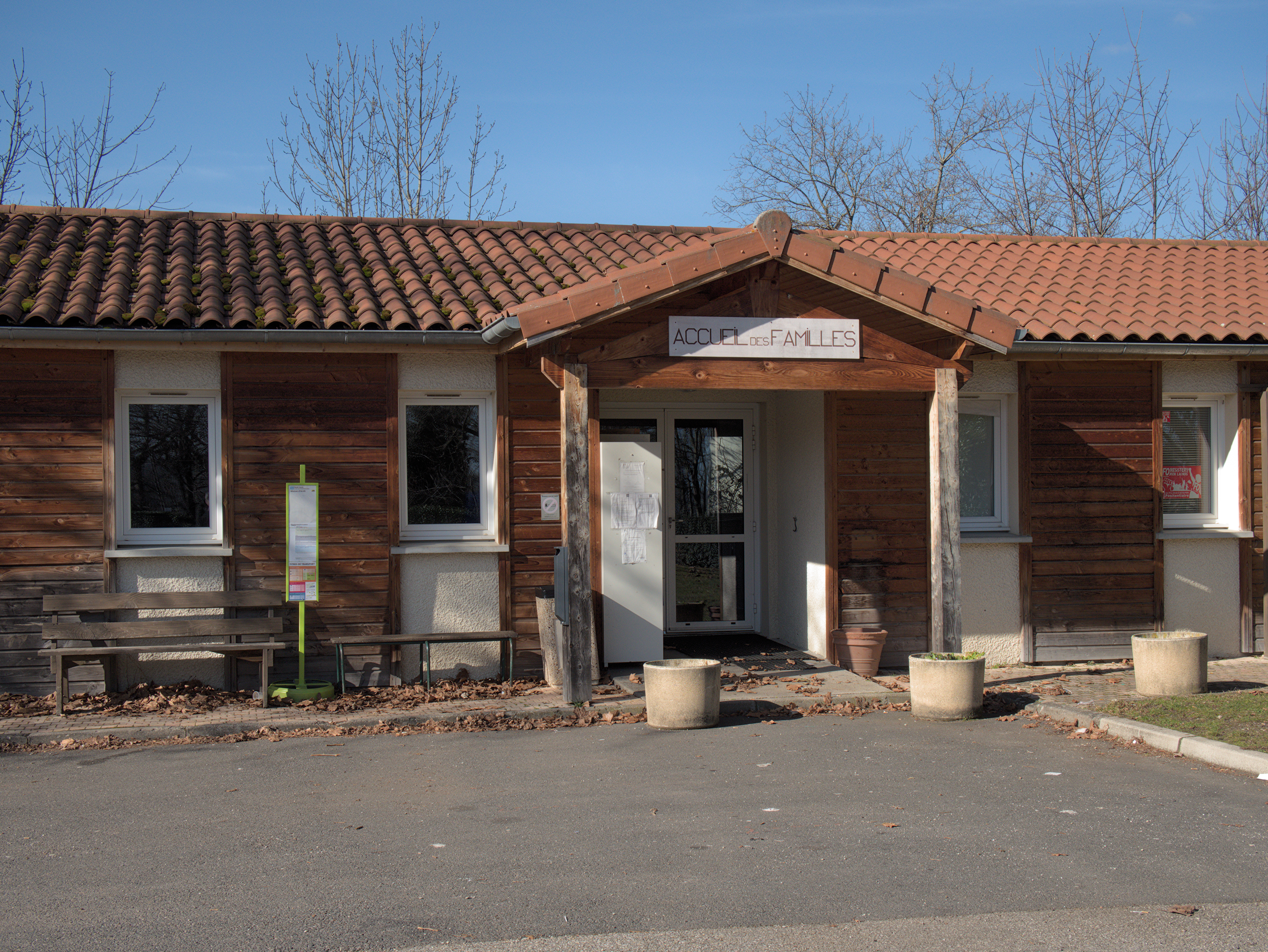
Accueil des familles du Centre pénitentiaire de Saint-Étienne-La Talaudière.

- Centre pénitentiaire de Bourg-en-Bresse
- Centre pénitentiaire de Grenoble-Varces
- Centre pénitentiaire de Moulins-Yzeure
- Centre pénitentiaire de Riom
- Centre pénitentiaire de Saint-Quentin-Fallavier
- Centre pénitentiaire de Valence
- Centre pénitentiaire de Villefranche-sur-Saône

#### Établissements pénitentiaire pour mineurs
- Établissement pénitentiaire pour mineurs de Meyzieu

### Services pénitentiaires d'insertion et de probation

#### Sièges
La direction interrégionale des services pénitentiaires de Lyon est compétente pour coordonner l'activité de ses douze services pénitentiaires d'insertion et de probation dont les sièges départementaux sont situés à Annemasse, Aurillac, Bourg-en-Bresse, Chambéry, Clermont-Ferrand, Grenoble, Lyon, Moulins, Privas, Le Puy-en-Velay, Saint-Étienne et Valence.

#### Antennes ou résidences administratives
La direction interrégionale des services pénitentiaires de Lyon est également compétente pour coordonner l'activité des antennes ou résidences administratives des services pénitentiaires d'insertion et de probation situées à Aiton, Albertville, Annecy, Bonneville, Bourgoin-Jallieu, Cusset, Montluçon, Roanne, Saint-Quentin-Fallavier, Varces, Vienne, Villefranche-sur-Saône et Yzeure.

## Actions de réinsertion
En 2019, la direction interrégionale des services pénitentiaires de Lyon organise un concours de cuisine entre les détenus des établissements pénitentiaires du Puy-en-Velay, de Bonneville et de Moulins-Yzeure dans le cadre d'un projet de réinsertion. Le projet bénéficie du coaching du chef Michel Portos,, les plats présentés par les détenus étant jugés par des professionnels sous la forme d'un concours culinaire.
L'expérience est reconduite en 2020, avec la participation supplémentaire de détenus du centre pénitentiaire de Riom, et en 2021, les finales de ces éditions ayant lieu à l'Institut Paul-Bocuse de Lyon,,.
En septembre 2021, trois détenus du centre pénitentiaire de Bourg-en-Bresse accompagnés par un moniteur de sport, un surveillant pénitentiaire et un conseiller pénitentiaire d'insertion et de probation font l'ascension du Mont-Blanc. Cet exploit sportif est retranscrit dans le documentaire Vertiges, un pas vers la liberté.
En décembre 2024, la direction interrégionale des services pénitentiaires de Lyon lance officiellement le référentiel du Programme du Parrainage de Désistance (PPD), programme créé au SPIP de la Drôme en 2016. Il est une appropriation par les SPIP de la Justice Restaurative introduite par la loi du 15 août 2014. Mis en œuvre par le SPIP, il constitue une approche complémentaire des autres protocoles de la Justice Restaurative. Il s'enracine dans une volonté d'opérationnalité au bénéfice du plus grand nombre d'usagers du service public pénitentiaire. Il ambitionne le rétablissement de la paix sociale en permettant aux personnes placées sous main de justice de renouer avec le contrat social, par l'ouverture à des cercles relationnels pro sociaux. Le PPD véhicule un objectif restauratif en plaçant la prévention de la récidive au cœur de la cité et en impliquant la société dans la réintégration sociale de ses membres. Le Programme du Parrainage de Désistance vise l'instauration de relations sociales sincères et authentiques entre des personnes bénévoles, membres de la société, et des PPSMJ suivies en milieu ouvert. Ces relations librement choisies, inscrites dans le soutien et la responsabilité, sous l'autorité du service public de la Justice, constituent la spécificité de ce programme.[réf. nécessaire].